# Panhandle and Santa Fe Railway
 (janvier 2022).
Le Panhandle and Santa Fe Railway (P&SF) fut l'une des deux principales filiales de l'Atchison, Topeka and Santa Fe Railway (Santa Fe ou AT&SF) en exploitation au Texas. Il possédait ou louait la quasi-totalité des propriétés du Santa Fe situées à l'ouest de Sweetwater, avec des lignes couvrant les régions du Panhandle et du South Plains, ainsi qu'une ligne à travers le Trans-Pecos jusqu'à Presidio. En outre, le P&SF exploitait également une ligne déconnectée de son réseau, reliant Carlsbad, à Pecos, et qui fut à plusieurs reprises louée par le Rio Grande, El Paso and Santa Fe.
Le 5 juin 1914 la compagnie fut rebaptisée Panhandle and Santa Fe Railway. En 1931, cette compagnie fit partie des chemins de fer américains de classe I. Fin 1933, le P&SF exploitait 3023 km de voie ferrée dont 267 lui appartenaient et le reste était loué ou exploité grâce à des droits de circulation. Les voies exploitées incluaient 154,5 km dans l'Oklahoma.
Lorsque l'Interstate Commerce Commission (ICC) abrogea cet Article X en 1965, l'AT&SF en profita pour dissoudre et fusionner le Panhandle and Santa Fe Railway.

## Les origines
Par l'Article X de sa constitution, le Texas imposait à toute compagnie de chemin de fer circulant sur son territoire d'y localiser son quartier général. Ainsi l'Atchison, Topeka and Santa Fe Railway, constitua le Southern Kansas Railway Company of Texas, le 2 novembre 1886 pour satisfaire aux exigences texanes. Cette même année, le Southern Kansas Railway commença la construction de sa ligne en plein territoire indien entre Kiowa, Kansas, et la frontière du Texas,.
Les 48 km du Southern Kansas Railway reliant la frontière du Texas à Canadian furent mis en service le 12 septembre 1887, et les 113 km entre Canadian et Panhandle City le furent le 15 janvier 1888.
Le Panhandle Railway était utilisé entre Panhandle City et Washburn, et le Fort Worth and Denver City Railway entre Washburn et Amarillo. Le 5 décembre 1898, le Panhandle Railway fut acquis lors de la vente de forclusion par le Santa Fe. L'ancien Panhandle Railway fut abandonnée en 1908, lorsque le Southern Kansas Railway Company of Texas construisit une ligne directe entre Panhandle City et Amarillo. À la fin de 1908, la société avait 201 km de voie ferrée.
Le bureau principal, initialement situé à Fort Worth, s'installa à Panhandle City par modification de la Charte le 24 août 1889, et enfin à Amarillo le 9 novembre 1899.

## L'expansion du réseau
En 1901, le Santa Fe fit l'acquisition du réseau de chemin de fer construit par J.J. Hagerman entre Amarillo et Pecos dans l'Est du Nouveau-Mexique.
Cela incluait le Pecos and Northern Texas Railway (P&NT), lequel avait ouvert une ligne de 153 km reliant Amarillo à Farwell et Texico de part et d'autre de la frontière Texas / Nouveau-Mexique le 1er mars 1899. Le Santa Fe utilisa la charte du P&NT pour construire 764 km de voies supplémentaires au cours des treize prochaines années. La plupart de ce kilométrage resta en opération jusqu'à la fin de 1911. Cette construction incluait la ligne entre Canyon et Plainview, qui fut ouverte en 1907; elle fut ensuite prolongée jusqu'à Lubbock en 1910, puis jusqu'à Sweetwater et Coleman, le 1er décembre 1911. Deux embranchements, l'un entre Plainview et Floydada et l'autre entre Slaton Junction et Lamesa furent également construits pendant cette période. Les derniers kilométrages construits par le P&NT permirent de relier Farwell (situé à la frontière du Texas et du Nouveau-Mexique) à Lubbock. La propriété du P&NT située au nord de Sweetwater fut louée au P&SF à partir du 1er juillet 1914.
Les autres propriétés du Santa Fe exploitées par le P&SF incluaient le South Plains and Santa Fe entre Lubbock et Crosbyton. Cette ligne fut louée par le P&SF le 1er juillet 1917, et fut prolongée de Lubbock à Seagraves en 1918, et de Doud à Bledsoe en 1925.
Le North Texas and Santa Fe construisit une ligne entre Shattuck, Oklahoma, et Spearman, et la loua au P&SF dès qu'elle fut achevée en 1920. Elle fut ensuite prolongée de Spearman à Morse en 1931.
Le P&SF construisit deux lignes supplémentaires en vertu de sa propre charte: les 42 km de Panhandle City à Borger ouvrirent en 1926, tandis qu'une ligne de 1,6 km entre White Deer et Skellytown fut achevée en 1927.
Le Clinton and Oklahoma Western Railroad, en opération entre Clinton, Oklahoma, et la frontière Texas-Oklahoma, ainsi que le Clinton-Oklahoma-Western Railroad Company of Texas en exploitation entre la frontière Texas-Oklahoma et Pampa, furent rachetés par le Santa Fe en juin 1928 et loués au P&SF le 31 janvier 1931.
En 1930, le P&SF commença la construction d'une ligne entre Amarillo et la bordure nord du comté de Dallam. Toutefois, en raison de restrictions sur les obligations de P&SF, le North Plains and Santa Fe fut constitué afin de compléter la ligne. Une fois achevée, elle permit au Santa Fe de disposer d'une route plus courte entre le Texas et le Colorado. Cette ligne fut également louée par le P&SF pour son exploitation.

### Le cas du Kansas City, Mexico and Orient Railway
En 1928, le Santa Fe fit l'acquisition du Kansas City, Mexico and Orient Railway en opération entre Wichita, Kansas, et la frontière Oklahoma-Texas (située au nord de Chillicothe), ainsi que du Kansas City, Mexico and Orient Railway Company of Texas en service entre la frontière Oklahoma-Texas et Alpine.
En 1930 le Kansas City, Mexico and Orient of Texas acheva une ligne entre San Angelo et Sonora, ainsi qu'une seconde entre Paisano, à l'ouest d'Alpine, et Presidio.

## L'apogée du P&SF
En 1916, les recettes générées par le P&SF s'élevaient à 1 202 354 $ pour son service voyageur, 4 682 959 $ pour son service fret et 62 254 $ de revenus autres.
Pour répondre à ses besoins croissants, le P&SF fit construire un nouvel immeuble de bureaux de quatorze étages à Amarillo à la fin des années 1920. Il fut inauguré 18 janvier 1930; Il reste encore un chef-d'œuvre de l'architecture Art déco en 1990.
À partir du 1er janvier 1931, toutes les propriétés situées au Texas furent louées au P&SF. Cette même année, le P & SF fut répertorié comme un chemin de fer américain de classe I par la Commission des chemins de fer avec un revenu de 745 700 $ pour les voyageurs, de 10 585 600 $ pour le fret, et de 775 750 $ de gains divers. Le matériel était fourni par le Santa Fe.
En 1948, le P&SF fusionna l'ensemble de ses propriétés louées au Texas, à l'exception du Kansas City, Mexico and Orient Railway Company of Texas et du Rio Grande, El Paso and Santa Fe.
Les revenus ont continué de croître, et en 1962 ils représentaient 939 670 $ pour les voyageurs, 38 211 350 $ pour le fret et 571 390 $ pour les autres revenus.
À cette époque, il n'était plus juridiquement nécessaire pour le Santa Fe de maintenir des sociétés distinctes au Texas; le P&SF ainsi que le Kansas City, Mexico and Orient Railway Company of Texas fusionnèrent dans la société mère le 1er août 1965.

### Sources
« Handbook of Texas Online »